# Lucio Verginio
Lucio Verginio (Roma, ... – ...; fl. V secolo a.C.) è stato un politico e militare romano, padre di Verginia da lui uccisa nel 449 a.C., per impedire che cadesse nelle mani del decemviro Appio Claudio.

## Il racconto di Livio

### L'assassinio di Virginia
Il racconto di Tito Livio, inizia così:
(Livio, III, 44.)
Virginia era una bella giovane di famiglia plebea di cui si invaghì il decemviro Appio Claudio, durante il secondo decemvirato.
Appio Claudio prima tentò con denaro e lusinghe di corrompere la giovane, già fidanzata al tribuno della plebe Lucio Icilio, la quale tuttavia resistette, poi convinse un suo cliente, Marco Claudio, a sostenere che Verginia fosse una sua schiava, contando anche sul fatto che il padre Lucio Verginio in quel momento fosse impegnato nella campagna contro gli Equi sul monte Algido.
Marco, quando la ragazza era nel foro, cercò di rapirla sostenendo davanti alla folla che ella fosse una sua schiava, ma la gente, che conosceva il padre di lei per fama, non gli credette e mise in salvo la giovane. Allora Marco portò la causa in tribunale, presieduto dal proprio mandante Appio Claudio. I difensori della ragazza, testimoniarono la paternità romana di Verginia, e chiesero che ogni decisione fosse sospesa fine al ritorno del padre.
In un primo tempo Appio Claudio decise che la sentenza sarebbe stata aggiornata al ritorno del padre della ragazza, che però avrebbe dovuto seguire Marco Claudio fino a sentenza definitiva, poi temendo la reazione della folla in subbuglio, per l'ingiustizia della decisione, e per l'intervento del fidanzato Icilio, pronto a venire allo scontro con i Littori, e dello zio Publio Numitorio,, permise alla ragazza di tornare a casa, prima di ripresentarsi in giudizio per il giorno successivo, quando Claudio avrebbe emesso la sentenza definitiva..
Subito il fratello di Icilio e il figlio di Numitorio furono mandati ad avvertire il padre di Virginia di tornare a Roma entro il giorno successivo, e i due furono così veloci, che Virginio ottenne dal proprio comandante il permesso di tornare a Roma per difendere la propria figlia, prima che allo stesso comandante arrivasse l'ordine di Appio Claudio di trattenere sul campo il padre.
Il giorno dopo mentre la folla si raduna per assistere al processo, e il padre si aggirava tra di essa sollecitandone l'aiuto, la giovane arrivò nel foro, accompagnata dalle matrone.
(Livio, III, 47.)
Il processo iniziò con le dichiarazioni di Verginio, che però fu interrotto da Appio Claudio, che confermando la sentenza del giorno precedente, accordò la schiavitù provvisoria a Marco, rendendo evidente il proprio scopo, e inducendo così a Virginio a reagire con la minaccia di un'azione di forza.
(Livio, III, 47.)
Appio Claudio reagì intimando ai Littori di intervenire per sedare la rivolta, e a quel punto la folla si disperse dal foro, lasciando sola la ragazza. A quel punto Verginio, ottenuto con uno stratagemma il permesso di appartarsi nel tempio di Venere Cloacina con la figlia, la uccise.
(Livio, III, 48.)
Mentre il padre riusciva a lasciare il foro prima che fosse arrestato dai Littori richiamati dal decemviro, Icillo e Numitorio, sobillavano i presenti, prima di fuggire a loro volta, per evitare di finire nelle mani dei littori.
(Livio, III, 48.)

### La minaccia di secessione
Verginio, raggiunto il campo a cui era stato assegnato, con le mani ed il coltello ancora insanguinati, accompagnato da almeno 400 compagni, raccontò degli avvenimenti che lo avevano visto protagonista.
(Livio, III, 50.)
Colpiti dal racconto del commilitone, ed esasperati dal comportamento fin lì tenuto dai decemviri, i soldati decisero di marciare su Roma fino all'Aventino, dove si accamparono, invitando tutti i civili plebei che incontravano ad unirsi a loro. Lì i rivoltosi decisero di eleggere 10 tribuni militari per condurre le trattative con i senatori, e Verginio venne eletto tra questi.
Raggiunti da queste notizie, anche i soldati che conducevano la campagna contro i Sabini decidono di abbandonare il campo, e di tornare a Roma, per riunirsi ai rivoltosi. A questo punto, soldati e civili plebei si spostano sul monte Sacro, minacciando concretamente di abbandonare la città.
Solo sotto la minaccia di una nuova secessione, i Senatori recuperarono le proprie prerogative, portando avanti i negoziati con i secessionisti, giacché i decemviri, largamente impopolari tra la plebe, temevano per la propria vita. Al termine dei negoziati, i decemviri furono convinti a rinunciare al proprio magistero, furono indette le elezioni dei tribuni popolari, e dopo un breve interregno, anche quelli dei consoli.

### Il tribunato
Verginio fu il primo tribuno popolare rieletto, a seguito della decisione dei Senatori. Ristabilite le prerogative dei Tribuni della plebe, dai consoli Lucio Valerio Potito e Marco Orazio Barbato, come suo primo atto incriminò Appio Claudio per aver falsamente accusato una cittadina romana, la figlia Virginia, di essere una schiava..
Nonostante gli interventi dei familiari, che cercarono di intercedere per Appio Claudio presso la plebe, e nonostante lo stesso Appio volesse far ricorso al diritto di appello, da lui negato quando era in carica come decemviro, Lucio Virginio mantenne viva la memoria dei torti subiti, personalmente ma anche dalla plebe di Roma, ed ottenne che Appio Claudio fosse tradotto in carcere, dove si suicidò, non volendo attendere il giudizio..